# 贵驷街道
贵驷街道，是中国浙江省宁波市镇海区的一个街道办事处和规划新材料科技城所在地。东面与蛟川街道相连，南面与庄市街道相接，西面与骆驼街道相连，北面与澥浦镇相接。总面积16.39平方公里，常住人口1.43万，街道办事处驻贵安路8号，于2015年7月成立。由宁波国家高新技术产业开发区实际管辖，代行县级行政管理职能，2021年7月，相关社会事务行政管理权限划归镇海区。

## 下辖
目前，贵驷街道辖有以下地区：
贵驷社区、兴丰村、妙胜寺村、东钱村、贵驷村、里洞桥村、民联村和沙河村。

## 交通
宁波绕城高速公路自西向东穿过贵驷街道北部，设沙河出口和镇海服务区。